# Happy Wheels
Happy Wheels（ハッピー・ウィールズ）は、Fancy Forceが提供する無料のアクションゲームである。

## 概要
ラグドール物理を利用したシンプルなグラフィックとレベルエディター機能が特徴な横スクロール。自分次第のプログラムや作成でコースを作ることができ、世界中のプレイヤーが作ったステージで遊ぶことができる。ホームページ及びゲームは全体的に英語のみでのサポートとなっている。広告から収益を得ている。
現在、Webブラウザ版（JavaScriptを使用）とiOS版とAndroid版がある
2020年12月29日、Adobe Flashの終了に伴い、JavaScript版が公開された。
操作方法は以下の通り。
- 方向キー
  - 上 - 前進　（Forward）
  - 下 - 後退　（Reverse）
  - 左右 - 前傾・後傾　（Lean）
- スペースキー - メインアクション　（Main Action）
- シフトキー・コントロールキー - キャラクター毎のアクション　（Other Actions）
- Zキー - （乗り物から）下りる　（Eject）

## キャラクター
PCとiosを含め、性能がそれぞれ異なる11種類のキャラクターが登場する。共通する主なシステムとして、一定の高さから落ちたり、仕掛けにぶつかると、出血や手足が切断されるなどのダメージを受ける。頭部が首から切り離された場合や胴体が切断されると死亡し、ゲームオーバーとなる。二人以上が乗り物に乗るキャラクターの場合、あらかじめ本体が決まっており、本体が死亡した場合は基本的に運転ができなくなり、ゴールに辿り着いてもゴール判定も発生しなくなるが、それ以外のキャラクターの生死はゴール判定に一切影響しない。なお、本体は内臓まで存在し、頭部が破損すると脳が、胴体が破損すると胃腸が飛び出し、全身が破損すると本体の内部にある心臓のみがスクロールに入る。
車椅子の老人
ボロボロの服を着た老人。車輪にはジェットエンジンが付いており、飛ぶことができる。また、ジェットエンジンは向きを変えることもできる（iOS版では不可）。
セグウェイの男性
スーツを着た中年男性。ジャンプ機能が付いており、階段などの障害物を容易に乗り越えることができる。PC版では、シフトキーでジャンプの威力を変えることができる。両手を失うと、運転が不能となる。
自転車の親子
チャイルドシート付きの自転車に乗った父親と息子の二人組。本体は父親。ブレーキ機能が付いており急停止をすることができる。またPC版では、ctrlキーで子供を離脱させることができる。息子が死亡すると、父親は嘆きの声をあげる。
ショッピングカートの女性
電動ショッピングカートに乗った肥満体型の中年女性。セグウェイと同様にジャンプ機能がついている。
オートバイの男女
二人乗りのオートバイに乗った男女の二人組。男性がバイクを操作しており、女性はその後ろに座っている。一定の時間、通常より速度が出せる機能が付いている。男性が死亡すると、女性は悲鳴をあげる。
ホッピングの男性
ホッピングに乗った青年男性。キャラクターの中では唯一車輪で進むことが出来ず、普通に進行するとホッピングに乗ったまま前転あるいは後転しながらすすむ。
スペースキーでジャンプ、ctrl、シフトキーでジャンプの威力を変えられる。
芝刈り機の男性
芝刈り機に乗った大柄な肥満体型の黒人男性。 芝刈り機の車体の底には芝刈り用の刃がついており、人間やアイテムを吸い込んで破壊及び消滅させることができる。
セグウェイと同様にジャンプ機能がついている。
トロッコの男性
トロッコに乗った帽子を被った青年男性。
サンタクロース
そりに乗ったサンタクロースと、トナカイ代わりにそりを引く少年二人の三人組。本体はサンタクロースとなる。そりを引く少年は動力源ではないため、二人が死亡しても問題なく移動できる。一定時間浮くことができる。少年が死亡するとサンタクロースは笑い出す。
連結自転車の親子
母親と娘が漕ぎ息子は前に座っている。本体は母親だが、動力源が2つあるので、前述の父親と息子の自転車より速くスピードを出すことができる。父親と息子の自転車同様、ブレーキ機能が付いている。
ヘリコプターの男性
乗り物の中で唯一空中を自由自在に飛び回ることが可能。乗り物の下部には巻き上げができる磁石のようなものがあり、これで人間やアイテムを釣り上げることが出来る。プロペラに巻き込まれた人間やアイテムは粉々に砕ける。また、プロペラは壁などに接触すると大きく弾かれ、あまり強い衝撃を受けると破損してしまう。